# Severne križarske vojne
Severne ali  baltske križarske vojne so bile krščanske vojaške  akcije kolonizacije in pokristjanjevanja, ki so jih izvajali katoliški vojaški redovi in kraljestva, predvsem proti poganskim baltskim, finskim in zahodnoslovanskim ljudstvom okoli južnih in vzhodnih obal Baltskega morja ter v manjši meri tudi proti pravoslavnim krščanskim Vzhodnim Slovanom.
Najodmevnejša pohoda sta bili livonska in pruska križarska vojna. Nekatere od teh vojn so že v srednjem veku imenovali "križarska vojna", druge, vključno z večino švedskih, pa so tako poimenovali romantični nacionalistični zgodovinarji iz 19. stoletja. Križarske vojne proti Estoncem, pa tudi proti "drugim poganom v tistih delih (sveta)", je odobril papež Aleksander III. v buli Non parum animus noster leta 1171 ali 1172.

## Ozadje
Na začetku severnih križarskih vojn so krščanski monarhi iz severne Evrope organizirali vdore na ozemlja današnje Estonije, Finske, Latvije, Litve, Poljske in Rusije. Domorodni pogani ali pravoslavni kristjani so trpeli zaradi prisilnega pokristjanjevanja in pustošenja okupatorskih vojsk. S križarskimi vojnami so ogromno pridobili  vzpenjajoči se Tevtonski viteški red in nemški trgovci, ki so se razpršili po trgovskih poteh, ki so prečkale baltsko mejo.
Uradno izhodišče severnih križarskih vojn je bil poziv papeža Celestina III. leta 1195, vendar so katoliška kraljestva Skandinavije, Poljske in Svetega rimskega cesarstva začela podrejati svoje poganske sosede že prej.  Nekristjani so postali cilj kampanj v različnih obdobjih: 
- Polabske Vende, Lužiške Srbe in Obodrite med Labo in Odro so Sasi, Danci in Poljaki napadli v vendski križarski vojni leta 1147.
- Fince so v 1150. letih v prvi križarski vojni napadli Švedi. Sledili so Danci leta 1191 in 1202. Tavastijo so v drugi križarski vojni leta 1249 napadli Švedi in Karelijo v tretji križarski vojni leta 1293 Švedi. Pokristjanjevanje na teh ozemljih se je začelo že prej.
- Livonce, Latgalce, Sele in Estonce so napadali Nemci in Danci od leta 1193 do 1227.
- Semigale in Kure v letih 1219 do 1290.
- Stare Pruse.
- Litovce in Samogite verjetno Nemci v letih 1236 do 1410.

Oboroženi spopadi med finskimi ljudstvi, Balti in Slovani, ki so živeli ob baltskih obalah, ter njihovimi saškimi in danskimi sosedi na severu in jugu so bili običajni že več stoletij pred križarsko vojno. Prejšnje bitke so v veliki meri povzročali poskusi uničenja gradov in pomorskih trgovskih poti, da bi pridobili gospodarsko prednost v regiji. Križarske vojne so bile v bistvu nadaljevanje teh spopadov, vendar jih je zdaj navdihnil in zapovedal papež, izvajali pa so jih papeški vitezi in oboroženi menihi.

## Vendske križarske vojne
Vojne so se začele leta 1147 z vendskim križarskim pohodom proti Polabskim Slovanom (Vendom) na ozemlju sedanje vzhodne Nemčije. Pohod je potekal vzporedno z drugo križarsko vojno v Sveti deželi. Naslednji pohodi so se v različnih obdobjih nadaljevali do 6. stoletja.

## Švedske križarske vojne
Švedske križarske vojne so bili pohodi Švedov proti Fincem, Tavastjanom in Karelcem od leta 1150 do 1293.

## Danske križarske vojne
Danci so opravili vsaj tri križarske pohode na Finsko. Prva omemba teh križarskih vojn je iz leta 1187, ko je križar Esbern Snare v svojem govoru na božičnem praznovanju omenil veliko zmago Fincev. Dva naslednja znana križarska pohoda sta bila izvedena leta 1191 in 1202. Slednjega je vodil lundski škof Anders Sunesen s svojim bratom.

## Livonska križarska vojna
Do 12. stoletja so ljudstva, ki so naseljevala ozemlje sedanje Estonije, Latvije in Litve, oblikovala poganski klin med vse močnejšima rivalskima krščanskima veroizpovedma – pravoslavno cerkvijo na vzhodu in katoliško cerkvijo na zahodu. Razlika v veroizpovedih je bila eden od vzrokov, da pogani še niso bili spreobrnjeni. V obdobju več kot 150 let pred prihodom nemških križarjev v regijo so Estonijo trinajstkrat napadle ruske kneževine ter Danska in Švedska,  Estonci pa so napadli Dansko in Švedsko. Nekateri katoličani so poskušali spreobrniti Estonce na miren način, začenši z misijonarji, ki jih je v letih 1045–1072 tja poslal bremenski nadškof Adalbert. Zdi se, da so bila ta miroljubna prizadevanja le omejeno uspešna.

### Pohodi proti Livoncem (1198–1212)
Za nemškimi trgovci, ki so sledili starim trgovskim potem Vikingov, je leta 1180 ob izlivu Zahodne Dvine v današnji Latviji pristal menih po imenu Meinhard in leta 1186 postal škof. Križarsko vojno proti baltskim poganom je leta 1195 napovedal papež Celestin III. Napoved je ponovil  papež Inocenc III. Križarska vojska, ki jo je vodil Meinhardov naslednik, škof Berthold iz Hannovra, je leta 1198 pristala v Livoniji v Riškem zalivu. Križarji so prvo bitko dobili. Škof Berthold je bil v njej smrtno ranjen in križarji so bili nato odbiti.
Leta 1199 je bremenski nadškof Hartwig II. pooblastil  Alberta Buxhoevedenskega, da pokristjani baltske dežele. Ko je Albert 30 let pozneje umrl, je bilo osvajanje in formalno pokristjanjevanje današnje Estonije in severne Latvije končano. Albert je svojo nalogo začel s turnejo po cesarstvu in pridiganjem o križarski vojni proti baltskim državam, pri čemer mu je pomagala papeška bula, ki je razglasila, da je boj proti baltskim poganom enakega ranga kot sodelovanje v križarski vojni v Sveti deželi. Čeprav je leta 1200 pristal v ustju Zahodne Dvine  s samo 23 ladjami in 500 vojaki, so škofova prizadevanja zagotovila stalen dotok nabornikov. Prvi križarji so navadno prihajali v boj spomladi in se jeseni vračali na svoje domove. Da bi zagotovili stalno vojaško prisotnost, so leta 1202 ustanovili red Livonskih bratov meča. Škof Albert je leta 1201 v Rigi ustanovil tržnico, ki je pritegnila državljane cesarstva in sledila je gospodarska blaginja. Na Albertovo željo je papež Inocenc III. posvetil baltske države Sveti Mariji, da bi populariziral novačenje v svojo vojsko.  Ime "Marijina dežela" (Terra Mariana) se je ohranilo vse do današnjih dni. 
Leta 1206 so križarji zavzeli livonsko trdnjavo v Turaidi na desnem bregu reke Gauje, starodavne trgovske poti v severozahodno Rusijo. Da bi pridobili nadzor nad levim bregom Gauje, so že pred letom 1210 v Siguldi zgradili kamnit grad. Do leta 1211 sta bili  v rimskokatoliško vero spreobrnjeni livonska provinca Metsepole (danes okrožje Limbaži) in mešana livonsko-latgalsko naseljena grofija Idumea (danes Straupe). Zadnja bitka proti Livoncem je bilo obleganje gradišča Satezele blizu Sigulde leta 1212. Livonci, ki so plačevali davek vzhodnoslovanski kneževini Polock, so Nemce sprva imeli za koristne zaveznike. Prvi vidnejši Livonec, ki je bil krščen, je bil njihov vodja Caupo iz Turaide. Ko se je nemški primež okrepil, so se Livonci uprli križarjem in krščenemu poglavarju, vendar so njihov upor zatrli. Caupo iz Turaide je ostal zaveznik križarjev do svoje smrti v bitki na dan svetega Matije leta 1217.
Nemški križarji so na novo krščene livonske bojevnike vključili v svoje pohode proti Latgalcem in Selom (1208–1209), Estoncem (1208–1227) ter proti Semigalom, Samogitom in Kurom (1219–1290).

### Pohodi proti Latgalcem in Selom (1208–1224)
Po podjarmljenju Livoncev so križarji svojo pozornost usmerili na latgalske kneževine na vzhodu ob rekah Gauja in Dvina. Vojaško zavezništvo leta 1208 in kasnejša spreobrnitev kneževine Tālava iz grškega pravoslavja v rimskokatoliško vero je bila edina miroljubna podreditev baltskih plemen med severnimi križarskimi vojnami. Vladar Tālave Tālivaldis (Talibaldus de Tolowa) je postal najzvestejši zaveznik nemških križarjev proti Estoncem in umrl kot katoliški mučenec leta 1215. Vojna proti latgalskim in selskim državam ob plovni Zahodni Dvini se je začela leta 1208 z zasedbo pravoslavne kneževine Koknese in selskega gradišča Sēlpils. Kampanja se je nadaljevala leta 1209 z napadom na pravoslavno kneževino Jersika (znano kot Lettia), ki so jo križarji obtožili, da je zaveznica  litovskih poganov.  Po porazu je kralj Jersike Visvaldis postal vazal livonskega škofa in prejel v fevd del svoje države (južno Latgalijo). Selska trdnjava Sēlpils je bila kratek čas sedež selske škofije (1218–1226) in nato prišla pod oblast Livonskega reda. Sčasoma je bil na njenem mestu zgrajen kamnit grad Selburg. Latgalske dežele so dokončno postale posest nemških osvajalcev šele leta 1224 z razdelitvijo okrožij Tālava in Adzele med riškega škofa in Livonski red meča. Ozemlje nekdanje kneževine Jersika sta si leta 1239 razdelila riški škof in Livonski red

### Pohodi proti Estoncem (1208–1224)
Do leta 1208 so se Nemci dovolj okrepili, da so začeli z operacijami proti Estoncem, razdeljenim na osem večjih in več manjših okrožij, ki so jih vodili starešine. Sodelovanje med njimi je bilo omejeno. V letih 1208–1227 so vojne različnih strani divjale po livonskih, severnolatgalskih in estonskih pokrajinah, pri čemer so bili Livonci in Latgalci običajno zavezniki križarjev. Kneževini Polock in Pskov pa sta se v različnih časih pojavljali kot zaveznici različnih strani. Gradišča, ki so bila ključna središča estonskih okrožij, so bila večkrat oblegana in zavzeta. Premirje med od vojne utrujenima stranema je bilo vzpostavljeno za tri leta (1213–1215) in se je na splošno izkazalo za ugodnejše za Nemce, ki so utrdili svoj politični položaj, medtem ko Estonci v tako kratkem času niso mogli razviti svojega sistema ohlapnih zavezništev v centralizirano državo. Livonski vodja Kaupo je bil ubit v bitki pri Viljandiju (Fellin) 21. septembra 1217, vendar je bila bitka za Estonce kljub temu hud poraz, ker je bil ubit tudi njihov vodja Lembitu. Njegovo ime je od leta 1211 vzbujalo pozornost nemških kronistov. Imeli so ga za pomembnega estonskega starešino in postal je osrednja osebnost estonskega odpora.
Krščanski kraljevini Danska in Švedska sta bili prav tako pohlepni pri osvajanjih vzhodnih obala Baltika. Medtem ko so Švedi leta 1220 izvedli le en neuspešen vpad v zahodno Estonijo, je danska flota pod vodstvom danskega kralja Valdemarja II. leta 1219 pristala v estonskem mestu Lindanisse (današnji Talin). Po bitki pri Lindaniseju Danci so zgradili trdnjavo, ki so jo leta 1220 in 1223 oblegali Estonci, a je vzdržala. Sčasoma je celotna severna Estonija prišla pod dansko oblast.

### Vojne za otok Saaremaa (1206–1261)
Zadnja estonska pokrajina, ki je vzdržala napade zavojevalcev, je bil otok Saaremaa (Ösel), čigar vojna ladjevja so v obdobju bojevanja proti nemškim križarjem napadala Dansko in Švedsko.
Leta 1206 se je danska vojska pod poveljstvom kralja Valdemarja II. in lundskega škofa Andreasa izkrcala na Saaremaa in brezuspešno poskušala zgraditi trdnjavo. Leta 1216 so Livonski bratje meča in škof Teodorik združili moči in preko zamrznjenega morja vdrli na Saaremaa. V zameno so otočani naslednjo pomlad napadli ozemlja v Latviji, ki so bila pod nemško oblastjo. Leta 1220 je švedska vojska pod vodstvom švedskega kralja Ivana I. in škofa Karla iz Linköpinga osvojila Lihulo v Rotaliji v zahodni Estoniji. Otočani so istega leta napadli švedsko trdnjavo, jo osvojili in pobili celotno švedsko garnizijo, vključno s škofom Linköpinga.
Leta 1222 je danski kralj Valdemar II. drugič poskusil  osvojiti Saaremaa. Tokat je zgradil kamnito trdnjavo z močno garnizijo. Dansko utrdbo so zatem oblegali domačini in jo po petih dn osvojili. Danska garnizija se je vrnila v Revel, brata škofa Alberta iz Rige Teodorika in še nekaj drugih pa je pustila za seboj kot talce in garante miru. Grad so Oeselci zravnali z zemljo.
Januarja 1227 je Saaremaa preko zamrznjenega morja napadla vojska 20.000  mož pod poveljstvom papeškega legata Viljema iz Modene. Otoške ladje so bile vklenjene v led. Po vdaji dveh glavnih otoških trdnjav, Muhu in Valjala, so Oeselci uradno sprejeli krščanstvo. 
Leta 1236 so se po porazu Livonskih bratov meča v bitki pri Sauleju na Saaremaa ponovno začele vojaške  operacije. Vojna se je nadaljevala leta 1261, ko so se Oeselci odpovedali krščanstvu in pobili vse Nemce na otoku.  Ko so združene sile Livonskega reda, škofije Ösel-Wiek in danske Estonije, vključno s celinskimi Estonci in Latvijci, premagale Oeselce z osvojitvijo njihove trdnjave v Kaarmi, je bil sklenjen mirovni sporazum. Kmalu zatem je Livonski red na otoku zgradil kamnito utrdbo v Pöideju.

### Vojne proti Kurom in Semigalcem (1201–1290)
Čeprav so Kuri leta 1201 in 1210 napadli Rigo, Albert Buxhoevedenski, ki je imel Kurlandijo za domeno Valdemarja II. Danskega, ni bil pripravljen izvesti obsežnega pohoda proti njim. Po Albertovi smrti leta 1229 so križarji s sporazumom leta 1230 zagotovili mirno podreditev Vanemana, grofije z mešanim livonskim, oselskim in kurskim prebivalstvom v severovzhodnem delu Kurlandije. Istega leta je papeški namestnik Baldouin Alnejski sporazum razveljavil in sklenil sporazum z Lammekinusom, vladarjem (rex) Bandave v osrednji Kurlandiji, s čimer je Lammekinus svoje  kraljestvo   izročil v roke papeštvu. Baldouin je postal papežev legat v Kurlandiji in škof  Semigalije. Ko so se Nemci nad njim pritožili pri rimski kuriji, ga je leta 1234 papež Gregor IX. odstavil s položaja svojega legata.
Po odločilnem porazu križarjev v bitki  s Samogiti in Semigalci pri Sauleju so bili ostanki Bratov meča leta 1237 reorganizirani kot pododdelek Tevtonskega reda in   postali znani kot Livonski red. Leta 1242 so križarji pod vodstvom mojstra livonskega reda Andreja Groningenskega začeli vojaško osvajanje Kurlandije. Kure  so pregnali vse do Embūte blizu današnje meje z Litvo in ustanovili svojo glavno trdnjavo v Kuldīgi. Leta 1245 je papež Inocenc IV. dodelil dve tretjini osvojene Kurlandije Livonskemu redu in eno tretjino Kurlandski škofiji.
V bitki pri Durbeju leta 1260 so Samogiti in Kuri premagali združeno vojsko Livonskega in Tevtonskega reda. V naslednjih letih so križarji kljub temu postopoma podjarmili Kure in leta 1267 sklenili mirovni sporazum, v katerem so določili obveznosti in pravice poražencev. Neosvojeni južni deli njihovih ozemelj (Ceklis in Megava) so bili združeni in prišli pod oblast Velike litovske kneževine.
Osvajanje semigalskih grofij se je začelo leta 1219, ko so križarji iz Rige zasedli Mežotne, glavno pristanišče na vodni poti Lielupe, in ustanovili škofijo Semigalije. Po več neuspešnih akcijah proti poganskemu semigalskemu vojvodi Viestardu in njegovim samogitskim sorodnikom se je rimska kurija leta 1251 odločila ukiniti semigalsko škofijo in njena ozemlja razdelila med škofijo v Rigi in Livonskim redom. Leta 1265 je bil v Jelgavi ob reki Lielupe zgrajen kamnit grad, ki je postal glavno vojaško oporišče za križarske napade na Semigalce. Leta 1271 je bilo osvojeno glavno semigalsko gradišče Tērvete. Semigalci pod vodstvom vojvode Nameisisa so se leta 1279 uprli, Litovci pod Traidenisom pa so premagali sile Livonskega reda v bitki pri Aizkrauklu. Bojevniki vojvode Nameisisa so leta 1280 neuspešno napadli Rigo, v odgovor pa je okoli 14.000 križarjev leta 1281 oblegalo grad Turaida. Da bi osvojil preostala semigalska gradišča, je mojster reda Villekin Endorpejski leta 1287 tik ob gradu Tērvete zgradil grad  Heiligenberg. Isto leto so Semigalci ponovno poskušali osvojiti Rigo, vendar je spet niso uspeli zavzeti. Na poti domov so jih napadli livonski vitezi, vendar so bili poraženi v bitki pri Garozi, v kateri je izgubil življenje mojster reda Villekin in najmanj 35 vitezov. Novi mojster reda Konrad von Hattstein je leta 1289 in 1290 organiziral zadnje pohode proti Semigalcem. Osvojil je gradišča Dobele, Rakte in Sidabre. Večina semigalskih bojevnikov se je pridružila samogitskim in litvanskim silam.

## Prusija in Litva

### Pohodi Konrada Mazovskega
Konrad I., poljski vojvoda Mazovije, je v pohodih leta 1219 in 1222 neuspešno poskušal pokoriti pogansko Prusijo. Po nasvetu prvega pruskega škofa Kristijana Olivskega je leta 1220 ustanovil  Dobrzinski križarski red, ki je bil večinoma neučinkovit. Prusi so na njegovo pohode odgovarjali z vdori na že zavzeto ozemlje Culmerlanda (dežela Chełmno). Mazovija je bila osvojena šele v 10. stoletju in na ozemlju brez ustaljenih meja so še vedno živeli domači Prusi, Jatvingi in Litovci. Konradova vojaška šibkost ga je leta 1226 pripeljala do tega, da je pozval rimskokatoliški meniški red Tevtonskih vitezov, naj pride v Prusijo in zatre Stare Pruse.

### Tevtonski red
Severne križarske vojne so ustvarile pogoje za krepitev in širjenje Tevtonskega reda nemških križarskih vitezov, ki je bil ustanovljen v Palestini konec 12. stoletja. Vojvoda Konrad I. Mazovski je leta 1226 pozval viteze, naj branijo njegove meje in pokorijo poganske Stare Pruse. Po pokoritvi  Prusov so se tevtonski vitezi obrnili  proti Veliki litovski kneževini. 
Ko so Samogiti leta 1236 v bitki pri Sauleju strli Livonske viteze, kar je sovpadalo z vrsto uporov v Estoniji, je Livonski red prešel pod Tevtonski red. Slednji je s tem  prevzel politični nadzor nad velikimi ozemlji v baltski regiji. Veliki litovski knez Mindaugas se je po kronanju leta 1253 skupaj z ženo krstil v upanju, da bo to zaustavilo napade križarjev, vendar se to ni zgodilo. Tevtonskim vitezom ni uspelo pokoriti Litve, ki se je uradno spreobrnila v (katoliško) krščanstvo leta 1386, niti po poroki velikega vojvode Jogaile z 11-letno poljsko kraljico Jadvigo. Spopadi so se nadaljevali vse do bitke pri Grunwaldu leta 1410, znane tudi kot prva bitka pri Tannenbergu, v kateri  so Litovci in Poljaki s pomočjo Tatarov, Moldavcev in Čehov premagali Tevtonske viteze.
Ko ja papež Honorij  III. leta 1221 prejel od uppsalskega nadškofa zaskrbljujoče informacije o razmerah v finsko-novgorodski vojni, je ponovno postal zaskrbljen.  Finskega škofa je pooblastil, da uvede trgovinski embargo proti "barbarom, ki so ogrožali krščanstvo na Finskem". Narodnost "barbarov", domnevno citat iz prejšnjega nadškofovega pisma, ostaja neznana in zanjo verjetno ni vedel niti papež. Ko je bil trgovinski embargo osem let kasneje razširjen, je bilo posebej rečeno, da je namenjen Rusom. Na podlagi papeških pisem iz leta 1229 je finski škof zahteval, da papež vsaj v Visbyju, Rigi in Lübecku na Baltskem morju uveljavi trgovinski embargo proti Velikemu Novgorodu. Nekaj let pozneje je papež od Livonskih bratov meča zahteval tudi vojake za zaščito Finske. Ali je tja sploh odšel kakšen vitez, ostaja neznano.
Severne križarske vojne so spremljali tudi poskusi Tevtonskega reda, da bi osvojil pravoslavno Rusijo, zlasti republiki Pskov in Novgorod, kar je podprl papež Gregor IX. Enega od večjih udarcev ideji o osvojitvi Rusije je zadala bitka na ledu leta 1242. S papeževim blagoslovom ali brez njega je  več križarskih pohodov proti pravoslavnemu Novgorodu izvedla tudi Švedska.

## Vojne proti Rusom
Livonska misijonarska in križarska dejavnost v Estoniji je povzročila konflikte z Novgorodom, ki je prav tako poskušal podjarmiti  in spreobrniti poganske Estonce. Estonci so se včasih poskušali povezati z Rusi proti križarjem.
Vojne med obema stranema so se večkrat nadaljevale z vmesnimi prekinitvami in zaustavile širjenje Tevtonskega reda proti vzhodu, po drugi strani pa je propadel tudi novgorodski poskus zavzetja Estonije in Livonije, kjer je trdno prevladoval Tevtonski red. 
Večji konflikti so bili
- švedsko-novgorodske vojne (12. in 13. stoletje)
- finsko-novgorodske vojne
- livonski pohod proti Rusom
  - bitka na Čudskem jezeru (1242)
- Rakovorska bitka (1268)